# Naissance en 1098
Naissance
- 1094
- 1095
- 1096
- 1097
- 1098
- 1099
- 1100
- 1101
- 1102

Cette page dresse une liste de personnalités nées au cours de l'année 1098 :
- 16 septembre : Hildegarde de Bingen née à Bermersheim, près de Mayence, religieuse, fondatrice et abbesse des monastères bénédictins de Rupertberg et d'Eibingen (ou Disibodenberg).

- Ayn al-Quzat Hamadani, juriste, mystique, philosophe, poète et mathématicien persan.
- Conrad Ier le Pieux, margrave de Misnie, comte Wettin et margrave de Lusace.
- Edwige de Gudensberg, noble allemande.
- Jean de la Grille, ou Jean de Châtillon, premier abbé de l'abbaye Sainte-Croix de Guingamp, évêque d'Aleth puis de Saint-Malo.
- Wibald de Stavelot, abbé de Stavelot, du Mont-Cassin et de Corvey en Saxe : également proche conseiller de Lothaire III.
- Louis Ier de Wurtemberg, premier comte de la Maison de Wurtemberg.
- Yang Buzhi (en), peintre chinois.

date incertaine (vers 1098)
- Amédée Ier de Genève, comte de Genève.
- Ereyanga (en), roi Hoysala (Inde).
- Haho de Maui, portant le titre de Alii nui of Maui, roi de Maui (île hawaïenne).

## Crédit d'auteurs
- Cet article est partiellement ou en totalité issu de l'article intitulé « 1098 » (voir la liste des auteurs).